# Apogonia kilimana
Apogonia kilimana är en skalbaggsart som beskrevs av Hermann Julius Kolbe 1899. Apogonia kilimana ingår i släktet Apogonia och familjen Melolonthidae. Inga underarter finns listade i Catalogue of Life.